# الوسائط المجهرية

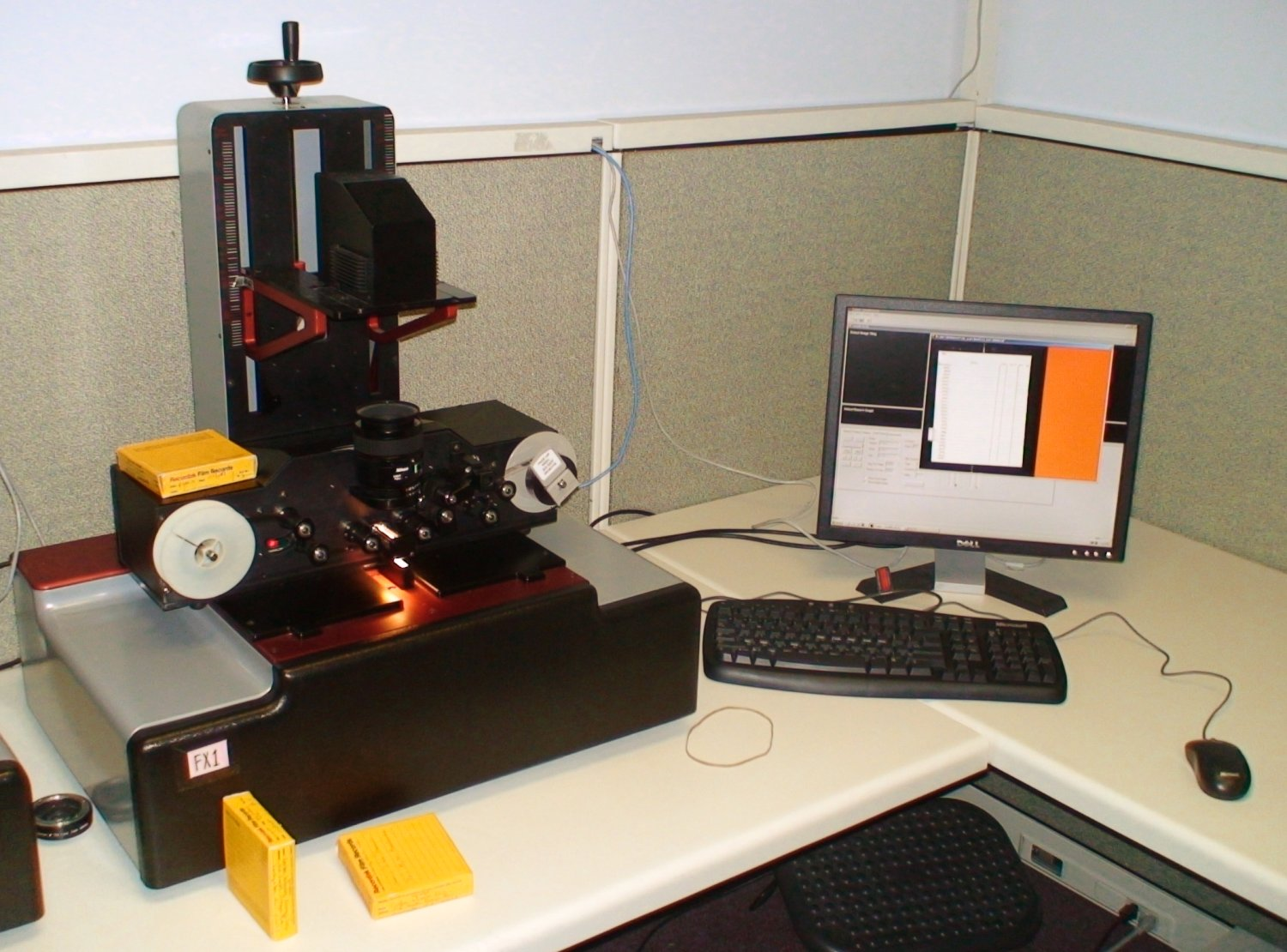
مسح رقمي لميكروفيلم

الوسائط المجهرية أو الميكروفورم هي أي شكل من الوسائط، إما أفلام أو أوراق، تحتوي على نسخ مجهرية متناهية الصغر من الوثائق يصعب قرائتها بالعين المجردة ويتم التصغير لأغراض النقل والتخزين وتستخدم أجهزة معينة لقرائتها وطباعتها والإفادة منها. ويتم تصغير حجم الصور أو المستند فيها إلى حوالي خمسة وعشرين مرة أقل من حجمه الأصلي. وفي بعض الحالات الخاصة، يمكن استخدام وسائل بصرية للتصغير أدق من ذلك. وغالباً ما تحفظ الوسائط المجهرية في شكل نُسخ سالبة (نيجاتيف)، لكن يمكن أيضاً حفظها كنُسخ موجبة.
وهناك ثلاث أشكال شائعة من هذة الوسائط: الميكروفيلم' (بالإنجليزية: Microfilm) أو المصغرات الفلمية (بكرات)، والبطاقات الحدقية (بالإنجليزية: Aperture Cards)، والميكروفيش (بالإنجليزية: Microfiche) أو الأفلام المفهرسة (صفائح مسطحة). ولقد كان هناك شكل لم يعد ينتج lلآن، يطلق عليه (بالإنجليزية: Microcards) أو بطاقات مصغرة على غرار الميكروفيش، ولكن مطبوعة على ورق مقوى بدلا من أفلام فوتوغرافية.

## تاريخ الوسائط المجهرية
أول من نجح في إنتاج صور مجهرية كان جون بنيامين دانسر في سنة 1839 من خلال استخدام عملية التصوير علي الألواح الفضية. واستطاع دانسر أن يحقق نسبة تصغير للصور بمقدار 1:160. وأتقن داسنر عملية تصغير الصور باستخدام طريقة سائل الكولديون اللزج التي إخترعها فريدريك سكوت آرتشر في 51-1850، ولكنه تجاهل توثيق الإجراءات التي كان يتبعها خلال عشرات السنين من هذا العمل، حيث كان يعتبره هواية شخصية. فقد كانت فكرة الصور المجهرية وقتها لاتعدو عن كونها مجرد بدعة، إذ أن قاموس التصوير في 1858كان يصف عملية تصغير الصور لأبعاد مجهرية «بأنها عبثية إلى حد ما وصبيانية».
أول مرة ظهرت فيها فكرة استخدام «التصوير المجهري» (بالإنجليزية: Microphtography) كطريقة لحفظ ووقاية المستندات، كانت عن طريق اقتراحان قدمهما الفلكي جيمس جلايشر في عام 1851 وجون هيرشيل في عام 1853. فقد حضر الرجلان المعرض الكبير في لندن عام 1851، وكانت الصور المعروضة في المعرض قد أثرت في جلايشر بشكل كبير. فقد سماها «الاكتشاف الأكثر جدارة بالملاحظة في العصر الحديث»، وأوصي في تقريره الرسمي باستخدام التصوير المجهري لحفظ ووقاية المستندات.
خلال العقود التي تلت تلك الفترة استمر التطور في هذا المجال، ولكن قرب مطلع القرن العشرين استحوذت الإمكانيات العملية لهذة التقنية علي جمهور أوسع من المستخدمين. ففي عام 1896، اقترح المهندس الكندي ريجنالد ا. فيسيندين استخدام الوسائط المجهرية كحل لحفظ المواد الهندسية النظرية أو الغير عملية في الاستخدام ولكن يرجع إليها في كثير من الأحيان. كما قام ريجنالد بإقترح إمكانية إدراج كلمات متناسبة بواسطة هذة التقنية في وسائط مجهرية تصل إلي حوالي 150,000,000 كلمة في البوصة المربعة، وأنه يمكن من خلال هذه التقنية أن يحتوي القدم المكعب الواحد علي 1.5 مليون مجلد كتابي.
وفي عام 1906، اقترح عالم المعارف بول أوتلت والفيزيائي روبرت جولدشميت فكرة «الكتاب المجهري» كوسيلة للتقليل من تكلفة حفظ وصيانة الكتب وحل لمشكلة ضيق المكان الذي فرضه التصميم الصحيفي للمخطوطات. وكان الهدف الأكبر لأوتلت يتمثل في إنشاء مكتبة مركزية عالمية للوثائق القانونية والاجتماعية والثقافية، وقد رأى أن «الميكروفيش» أو الأفلام المجهرية وسيلة لتقديم شكل وثائقي للمكتبات عملي، ومستقر ودائم، وغير مكلف وسهل الاستخدام، وسهل الإستنساخ ومدمج جداً. ففي عام 1925، عرض الثنائي حديث عن مكتبة ضخمة يتواجد فيها كل مجلد كتابي في شكل نُسخ رئيسية سالبة (نيجاتيف) وموجبة، حيث يتم فيها طبع المواد علي حسب طلب الراغبين من الزبائن.
و مع بداية عقد 1920، بدأ الميكروفيلم يدخل في إطار الاستخدام التجاري. ففي عام 1925 حصل جورج مكارثي وهو محاسب مصرفي في مدينة نيويورك على براءة اختراع آله جديدة صممها لعمل نسخ مجهرية من الشيكات الملغاة، وذلك لتخزينها الدائم والاحتفاظ بها لدي البنوك. وفي عام 1928، اشترت شركة ايستمان كوداك اختراع مكارثي وبدأت في تسويق أجهزة تصوير ميكروفيلم للشيكات في أقسام «ريكورداك» للمبيعات.
كذلك قامت مكتبة الكونغرس، بين سنتي 1927 و 1935، بتصوير نسخ ميكروفيلم لأكثر من ثلاثة ملايين صفحة من الكتب والمخطوطات في المكتبة البريطانية. وفي عام 1929، انضم مجلس بحوث العلوم الإجتماعية الأمريكي والمجلس الأمريكي للمجتمعات المثقفة لإنشاء لجنة مشتركة لبحوث المواد، وقد نظرت اللجنة عن كثب في إمكانيات استخدام الميكروفورم للخدمة في المطابع الصغيرة الخاصة بالمواد الأكاديمية أو التقنية؛ وكان هذا سبباً في أن قام تشارلز س. بيترز بابتكار طريقة تصميم مجهري للأطروحات العلمية في عام 1933؛ وكان ذلك أيضاً سبباً في أن قامت المكتبة القومية للزراعة الأمريكية بتأسيس أول خدمة لطباعة الوسائط المجهرية حسب الطلب في عام 1934، وسرعان ما تبع ذلك اهتمام مماثل بهذه الوسائط في القطاع تجاري ومراكز خدمات العلوم.
وفي عام 1935 أيضاً، بدأ قسم «ركورداك» في شركة كوداك في تصوير ونشر صحيفة النيويورك تايمز على بكرات من الميكروفيلم (35 مم)، لتعلن الشركة عن عصر جديد لحفظ الصحف على أفلام مجهرية.كما أقرت جمعية المكتبات الأمريكية رسمياً في اجتماعها السنوي عام 1936 بالوسائط المجهرية كوسيلة لتخزين المعلومات ووردت فيها عقوبات.
و كانت مكتبة جامعة هارفارد أول مؤسسة كبري تلحظ إمكانيات الميكروفيلم في الحفاظ علي الصحف الهامة المطبوعة على ورق سريع التحلل والإصفرار وأطلقت «مشروع الصحيفة الخارجية» في عام 1938 للحفاظ على مثل هذه المنشورات سريعة الزوال. ولقد أثبتت طريقة تصميم الميكروفيلم في هيئة بكرات (الإنجليزية: rolls) أنها أكثر ملائمة لتخزين المعلومات من أي هيئة للميكروفيلم أخري مثل المنظار الضوئي (بالإنجليزية: Photoscope)، أو الشريحة الفيلمية (بالإنجليزية: filmslide).
و أيضا شهد عام 1938 حدث كبير آخر في تاريخ الميكروفيلم عندما أنشئت جامعة الميكروفيلم الدولية (UMI) من قبل يوجين باور.و استمرت هذة الجامعة لمدة نصف قرن، تهيمن على ميدان تصوير وتوزيع مطبوعات الميكروفيلم لمنشورات وأطروحات أكاديمية قديمة وحديثة. وبعد تغيير لإسمها لم يدم طويلا، أصبحت UMI جزء من دار نشر باسم دعم التنقيب عن المعلومات والمعرفة (بالإنجليزية: ProQuest Information and Learning) في عام 2001.

## الإستخدامات
الأنظمة التي تقوم بتحميل رسومات ميكروفيلمية علي البطاقات المثقبة تستخدم على نطاق واسع لتخزين وأرشفة المعلومات الهندسية.
على سبيل المثال، عندما تطلب شركات الطيران رسومات هندسية أرشيفية لدعم المعدات التي تقوم بشرائها من البائع (تحسباً لعدم إستمرار البائع في العمل التجاري، على سبيل المثال)، فإنها عادة تحدد الميكروفيلم المحمول علي بطاقات مثقوبة مع نظام للمعايير الصناعية للمعدات مفهرس ومثقب علي نفس البطاقات. فهذا يتيح عمليات الإستنساخ الآلي للرسومات، وكذلك يسهل علي ماكينات فرز البطاقات أن تفرز وتختار رسومات الميكروفيلم المطلوبة.
أما الميكروفيلم المحمول علي البطاقات الحدقية فحجمه ومساحته تمثل تقريباً 3٪ من حجم ومساحة الورقة التقليدية أو الشفافات التي تستخدم للرسومات الهندسية.و لكن بدأت بعض العقود العسكرية في عام 1980 في تحديد برامج التخزين الرقمي لبيانات الصيانة والهندسة لأن نفقات التخزين الرقمي كانت أقل من التحزين بالميكروفيلم، ولكن هذه البرامج تجد الآن صعوبة في شراء ماكينات رقمية جديدة لقراءة المعلومات بحيث تلائم الصيغ الرقمية القديمة المستخدمة في حفظ وتخزين المعلومات.
و أول مرة يستخدم فيها الميكروفيلم في العمل العسكري كانت خلال الحرب الفرنسية البروسية 71-1870. خلال حصار باريس، كان الحمام الزاجل هو السبيل الوحيد لحكومة الإقليم في تورز للتواصل مع العاصمة باريس. وبما أن الحمام لا يستطع أن يحمل برقيات ورقية، تحولت حكومة تورز لإستخدام الميكروفيلم. فاستطاع الموظفون في تورز باستخدام وحدة تصوير مجهرية تم إحضارها من باريس قبل الحصار، تصوير البرقيات الورقية وضغطها إلي ميكروفيلم، الذي كان يحمله الحمام الزاجل إلي باريس ويتم عرضه بواسطة الفانوس السحري بينما كان الموظفون ينسخون البرقيات الواردة علي ورق تقليدي.
يضاف إلى ذلك، نظام «بريد النصر» الأمريكي (بالإنجليزية: Victory Mail)، و «البريد الطائر» (بالإنجليزية: Airgraph) البريطاني المبني على النظام الأمريكي، الذي كان يستخدم لتوصيل البريد بين من هم داخل الحدود والجنود الذين يخدمون علي الجبهة في الحرب العالمية الثانية. عملت هذة الأنظمة عن طريق تصوير كميات كبيرة من البريد المراقب وتصغير حجمها إلي حجم ظفر الإبهام على بكرات من الميكروفيلم، حيث تزن أقل بكثير من وزن النسخ الأصلية. ثم تشحن بكرات الأفلام عن طريق الشحن الجوي المتميز من وإلى الجبهات المعنية، حيث يتم إرسالها إلى وجهاتها المحددة عند محطات إستقبال بالقرب من المتلقين لتكبيرها، وطباعتها على ورق للصور الفوتوغرافية خفيف الوزن. وتماما كما يعمل الفاكس الآن، كان يتم خلال هذة العملية إستنساخ تلك الرسائل المظروفة إلي حوالي ربع حجمها الأصلي ثم تسلم كرسائل مصغرة إلى المرسل إليه. كان لإستخدام هذه النظم الميكروفيلمية في توصيل البريد مردود مؤثر حيث وفرت حيز كبير من حمولة الشحن لنقل اللوازم الحيوية للحرب.كما كانت هناك ميزة إضافية لهذه النظم وهي أن تلك البكرات من الميكروفيلم الصغيرة، والخفيفة الوزن كان يتم نقلها تقريباً دائماً عن طريق الجو، وعلى هذا النحو كانت أسرع بكثير من أي خدمات توصيل بريد سطحية.